# Ruisseau Barras
Le ruisseau Barras est une rivière de Mauricie, dans la province de Québec, au Canada. Provenant du lac Magnan, et traversant le territoire de La Tuque, il traverse les cantons de Dubois, de Lindsay et de Magnan. Sa longueur est de 34 km.
Plusieurs routes forestières desservent sa vallée, dont les activités économiques consistent surtout en foresterie et en activités touristiques. Ces routes forestières rejoignent ensuite la route 451 qui dessert la rive Est du réservoir Gouin.
La surface du ruisseau Barras est habituellement gelée de la mi-novembre à la fin avril, on peut cependant y circuler du début décembre à la fin de mars.
Il fonctionne selon un régime pluvial.

## Géographie

### Principaux bassins versants
- Au nord : lac Terminal, lac Rose, Lac de la Grande Île, lac Dubois, ruisseau Verreau, rivière Ventadour ;
- A l'est : ruisseau Townsend, lac Beaussier, rivière Wapous, ruisseau Berlinguet ;
- Au sud : ruisseau Oskatcickic, rivière Wapous, lac Déziel, lac du Déserteur ;
- A l'ouest : lac Magnan, lac McSweeney, baie Verreau.

### Parcours
Le ruisseau Barras prend naissance à l’embouchure du lac Équerre (longueur : 1,9 km ; altitude : 453 m) situé dans le canton de Dubois, dans La Tuque. L’embouchure de ce lac de tête est située à :
- 14,7 km au nord-est de l’embouchure du ruisseau Barras ;
- 33,0 km au nord de la confluence du lac Magnan et du lac Brochu ;
- 57,9 km au nord-ouest du barrage Gouin[1].

À partir de l’embouchure du lac de tête, le cours du ruisseau Barras coule entièrement en zone forestière et montagneuse sur 25,1 km selon les segments suivants :
- 4,0 km vers le sud, puis vers l’est, en traversant en fin de segment le lac Ovibon (longueur : 1,1 km ; altitude : 434 m) sur sa pleine longueur, jusqu’à son embouchure ;
- 4,7 km vers le sud, puis vers le sud-ouest, en contournant par l'est une montagne dont le sommet atteint 534 km, jusqu’à l’ancienne limite des comtés de Lac-St-Jean-Ouest et de Champlain ;
- 5,0 km vers le sud-ouest, dans le canton de Dubois, jusqu’à la limite nord du canton de Lindsay ;
- 4,4 km vers le sud dans le canton de Lindsay notamment en contournant par l'ouest une montagne dont le sommet atteint 538 km et en traversant le lac Borothy (longueur : 1,8 km ; altitude : 402 m) sur 1,1 km, jusqu’à la décharge du ruisseau Oskatcickic (venant du sud-est) ;
- 4,7 km vers l'ouest en traversant un lac non identifié (longueur : 1,5 km ; altitude : 402 m), puis le lac au Portage (longueur : 2,3 km ; altitude : 402 m) sur 0,7 km vers l'ouest, jusqu’à son embouchure qui correspond à la limite des cantons de Lindsay et de Magnan ;
- 2,3 km vers l'ouest dans le canton de Magnan, en zone de marais, jusqu’à son embouchure[2].

La confluence du ruisseau Barras avec une baie non identifiée de la rive est du lac Magnan est située à :
- 18,8 km au nord de la confluence du lac Magnan et du lac Brochu ;
- 34,5 km au nord-est du centre du village de Obedjiwan ;
- 50,9 km au nord-ouest du barrage Gouin ;
- 105,9 km au nord-ouest du centre du village de Wemotaci ;
- 191 km au nord-ouest du centre-ville de La Tuque ;
- 303 km au nord-ouest de l’embouchure de la rivière Saint-Maurice (confluence avec le fleuve Saint-Laurent à Trois-Rivières).

Le ruisseau Barras se déverse dans le canton de Magnan sur la rive est d’une baie du lac Magnan. À partir de la confluence du ruisseau Barras, le courant coule sur 67,0 km selon les segments :
- 22,0 km vers le sud-ouest en traversant la passe Pirotew Pawctikw du lac Magnan jusqu’à sa confluence avec le lac Brochu ;
- 45,0 km vers le sud-ouest en traversant le lac Brochu et la baie Kikendatch jusqu’au barrage Gouin.

À partir du pied du barrage Gouin, le courant emprunte la rivière Saint-Maurice jusqu’à Trois-Rivières, où il se déverse dans le Saint-Laurent.

## Toponymie
Le toponyme ruisseau Barras est officialisé le 17 août 1978 à la Commission de toponymie du Québec.